# Miguel Ángel Puppo
Miguel Ángel Puppo Fernández (Montevideo, 16 de noviembre de 1950 - Montevideo, 6 de enero de 2021) fue un futbolista y entrenador uruguayo. 

## Biografía
Hijo de un inmigrante chipriota, nació en 1950 en el barrio Palermo de Montevideo. Se inició en el baby fútbol en el Boca Juniors de la Liga Palermo de baby fútbol, en el que jugó entre 1958 y 1965. Continuó en dos equipos de la Liga Palermo de mayores: Noa-Noa, en 1966, y Tacuarí, en 1967. En 1968 pasó a las inferiores de Defensor, club en el que debutó en Primera y jugó hasta 1973.
En 1972 fue convocado para integrar la selección uruguaya, con la que disputó algunos partidos hasta 1974.
Entre 1974 y 1976 jugó en Vélez Sarsfield de Argentina. En 1977 regresó a Defensor donde jugó hasta 1979, año en el que ganó con el club la Liguilla Pre-Libertadores de América. En ese mismo año pasó al Aris Salónica de Grecia. Entre 1980 y 1981 jugó en el Cúcuta Deportivo de Colombia, en 1982 en el ULA Mérida de Venezuela y en 1983 volvió a Colombia para jugar en el Unión Magdalena. En 1984 jugó por tercera vez en Defensor y al año siguiente se retiró de la actividad profesional en el Racing Club de Montevideo.
Comenzó su trayectoria como entrenador en 1986, en la cuarta división de Bella Vista, con la que alcanzó el vicecampeonato de la divisional A. Al año siguiente se hizo cargo de Cerrito y en 1988 del primer equipo de Bella Vista. Volvió en 1989 a Cerrito y alcanzó el segundo lugar en la Segunda División, detrás de Racing, que logró el ascenso de ese año. En 1990 dirigió a Cerro y en 1991 a El Tanque Sisley.
En 1992 logró con Basáñez el campeonato de Segunda División, pero el club perdió el ascenso a Primera por una quita de puntos que decretó la AUF, debido a incidentes ocurridos en un partido frente a Villa Teresa en los que falleció una persona. Al año siguiente volvió a obtener el campeonato y esta vez sí el ascenso a Primera.
En 1994 dirigió al Tolima de Colombia, en ese entonces en la Categoría Primera B, y ese mismo año regresó a Uruguay para dirigir a Liverpool hasta 1995, cuando alcanzó el vicecampeonato del Torneo Apertura 1995.
Fue director técnico de Nacional de 1996 a 1997 y fue campeón del Torneo Clausura 1996, campeón invicto de la Liguilla Pre-Libertadores de América de 1996, campeón del Torneo Apertura 1997 y de la Marlboro Cup 1996 en China, frente al Lokomotiv Sofía de Bulgaria.
En 2000 con Fénix obtuvo el repechaje por el ascenso a Primera, después de 15 años de jugar en Segunda, e hizo debutar a Fabian Estoyanoff. También dirigió a Central Español, Villa Española, Durazno Fútbol Club, Huracán del Paso de la Arena, Huracán Buceo y Marquense de Guatemala.
En abril de 2016 sufrió un ACV. Falleció casi cinco años después, en enero de 2021, con 70 años.

## Clubes (como jugador)
| Club             | País      | Año         |
| ---------------- | --------- | ----------- |
| Defensor         | Uruguay   | 1968 - 1973 |
| Vélez Sarsfield  | Argentina | 1974 - 1976 |
| Defensor         | Uruguay   | 1977 - 1979 |
| Aris Salónica    | Grecia    | 1979        |
| Cúcuta Deportivo | Colombia  | 1980 - 1981 |
| ULA Mérida       | Venezuela | 1982        |
| Unión Magdalena  | Colombia  | 1983        |
| Defensor         | Uruguay   | 1984        |
| Racing           | Uruguay   | 1985        |